# Microlipophrys bauchotae
La especie Microlipophrys bauchotae es un pez de la familia de los blénidos. Su nombre alude a la única zona donde es común, el mar Adriático.

## Hábitat natural
Se distribuyen por la costa este del océano Atlántico, solo en dos localizaciones reducidas, la bahía de Santa Isabel en la isla de Bioko (Guinea Ecuatorial), y la bahía de Victoria en Camerún.
Esta especie es conocida solo a partir de las series tipo y de algunos ejemplares de coleccionistas, por lo que se sabe muy poco de sus poblaciones y estado, solo que tiene un área de distribución muy limitada y se encuentra en bahías, lugares donde afecta especialmente la contaminación y el desarrollo económico, por lo que se aconsejan estudios por si estuviese en una situación de conservación crítica.
Es una especie de agua poco profundas, demersal en zona rocosa.

## Morfología
Con la forma característica de los blénidos, la longitud máxima descrita es de 4'3 cm.

## Comportamiento
Es una especie ovípara que deposita los huevos pegados con adhesivo filamentoso a las rocas, de los que salen unas larvas planctónicas.